# Pezizella subtilis
Pezizella subtilis är en lavart som först beskrevs av Elias Fries, och fick sitt nu gällande namn av Dennis 1956. Pezizella subtilis ingår i släktet Pezizella och familjen Hyaloscyphaceae.   Inga underarter finns listade i Catalogue of Life.